# Вулиця Панаса Мирного (Хмельницький)
Вулиця Панаса Мирного — вулиця у мікрорайоні Озерна. Виникла у 1988 році. Пролягає від проспекту Миру до вулиці Степана Бандери.

## Установи житлово-комунального господарства
- Панаса Мирного, 31

УМК «Озерна»

## Навчальні заклади
- Панаса Мирного, 5

Професійний ліцей харчової промисловості (колись — ПТУ № 9)
- Панаса Мирного, 21/1

Хмельницький дошкільний навчальний заклад № 56 «Боровичок»
- Панаса Мирного, 27/1

Навчально-виховне об'єднання № 28
1990 рік — засновано Хмельницьку загальноосвітню школу І-III ступенів № 28. У 2001 році заклад реорганізовано в Хмельницьке навчально-виховне об'єднання № 28, до складу якого входять: загальноосвітня школа І-III ступенів; колегіум III ступеня філологічно-філософського та культурно-естетичного профілів.

## Галерея

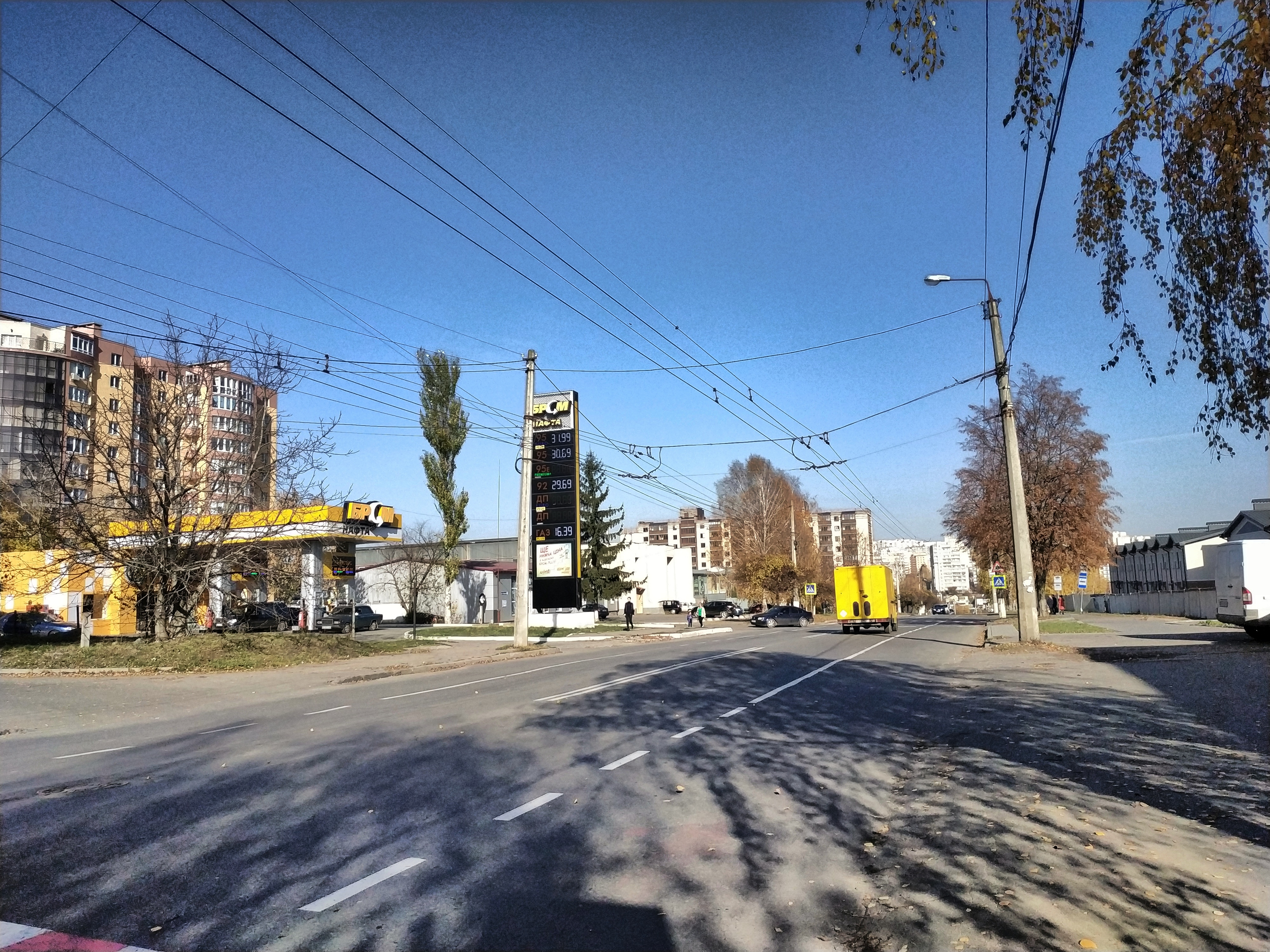
Початок вулиці
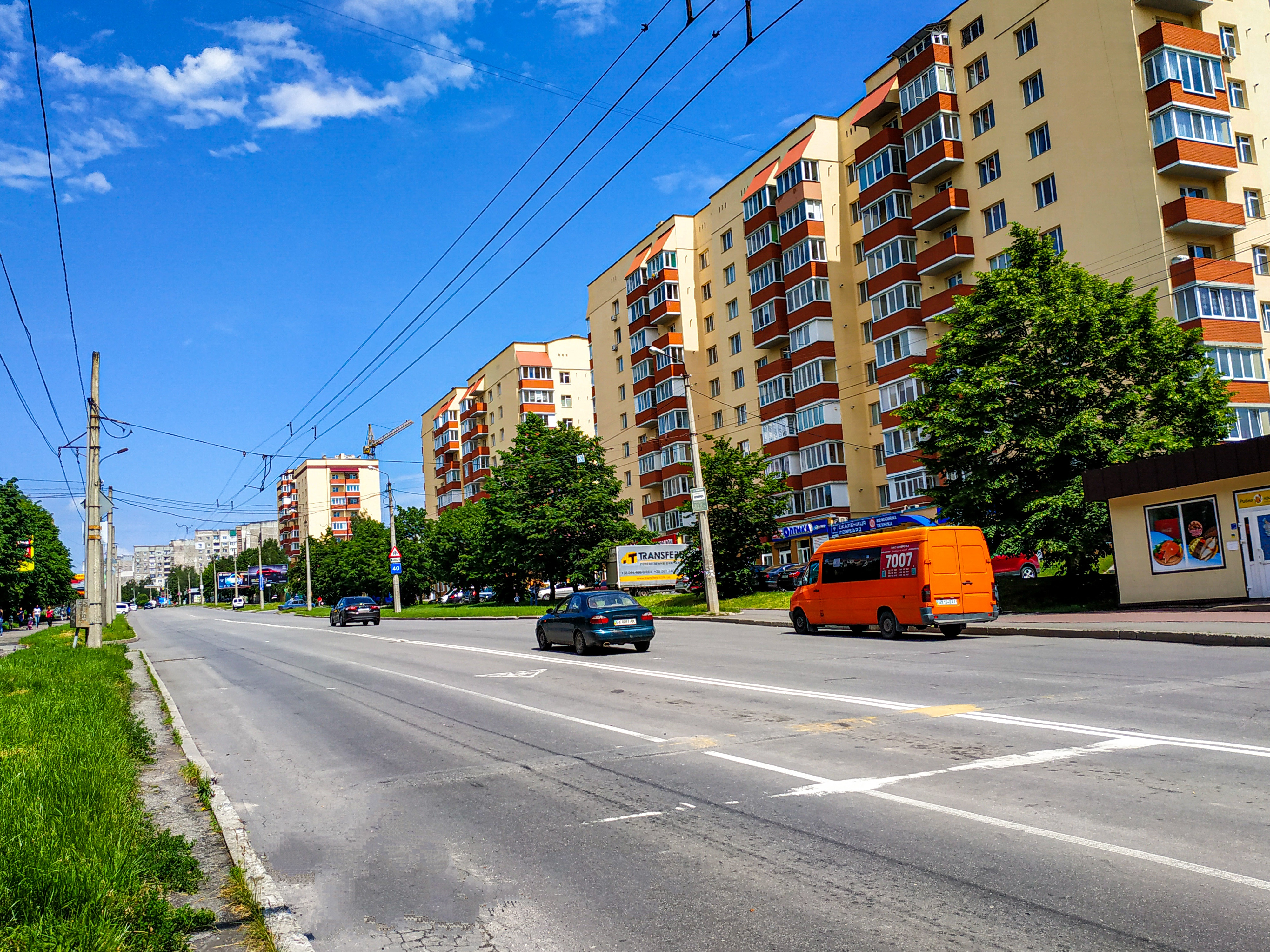
Вулиця Панаса Мирного
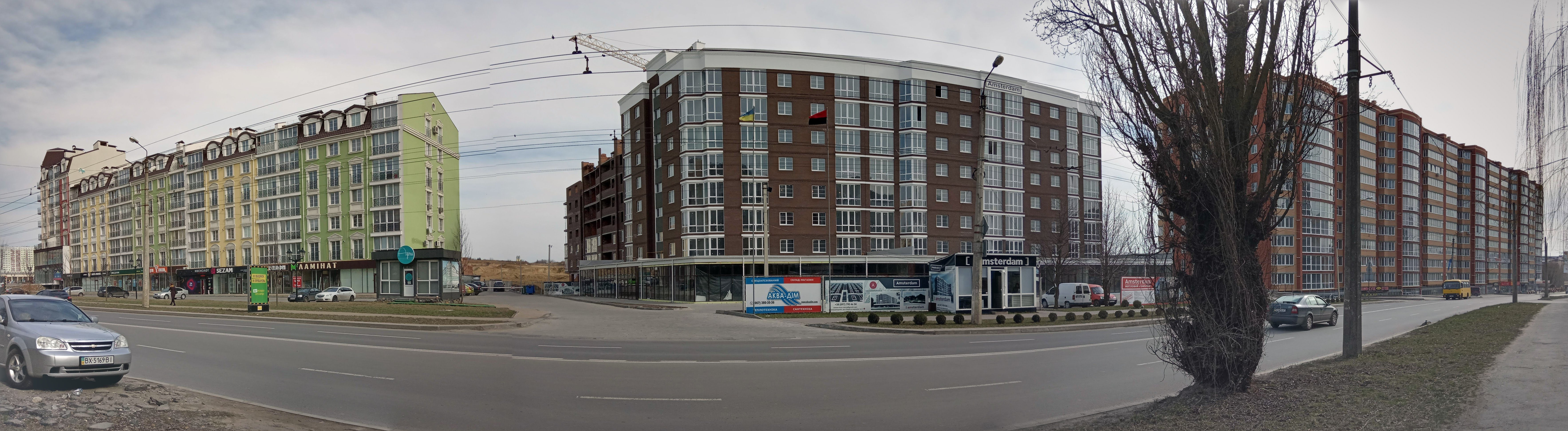
Новобудови
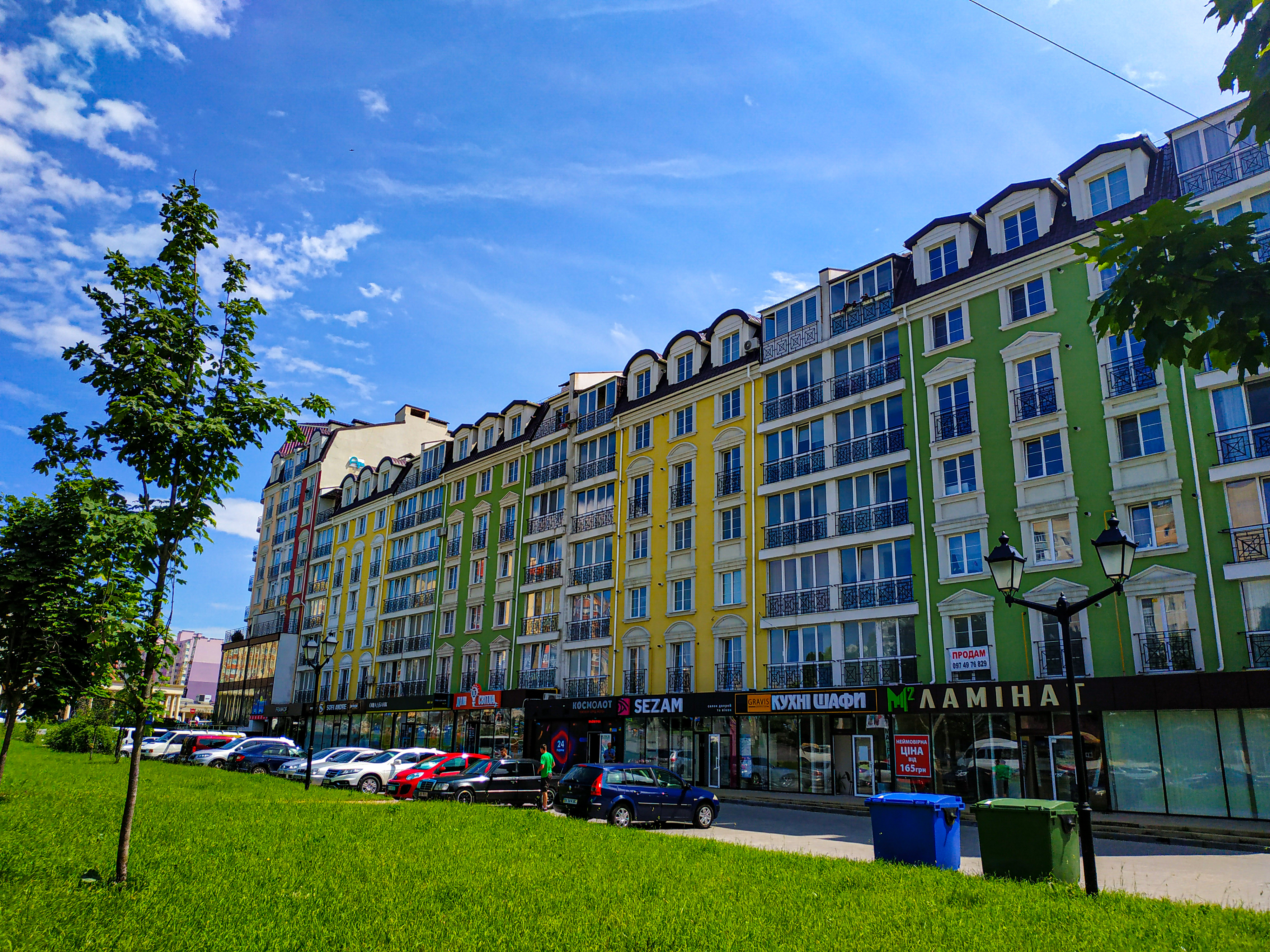
Житловий будинок навпроти ТЦ Агора
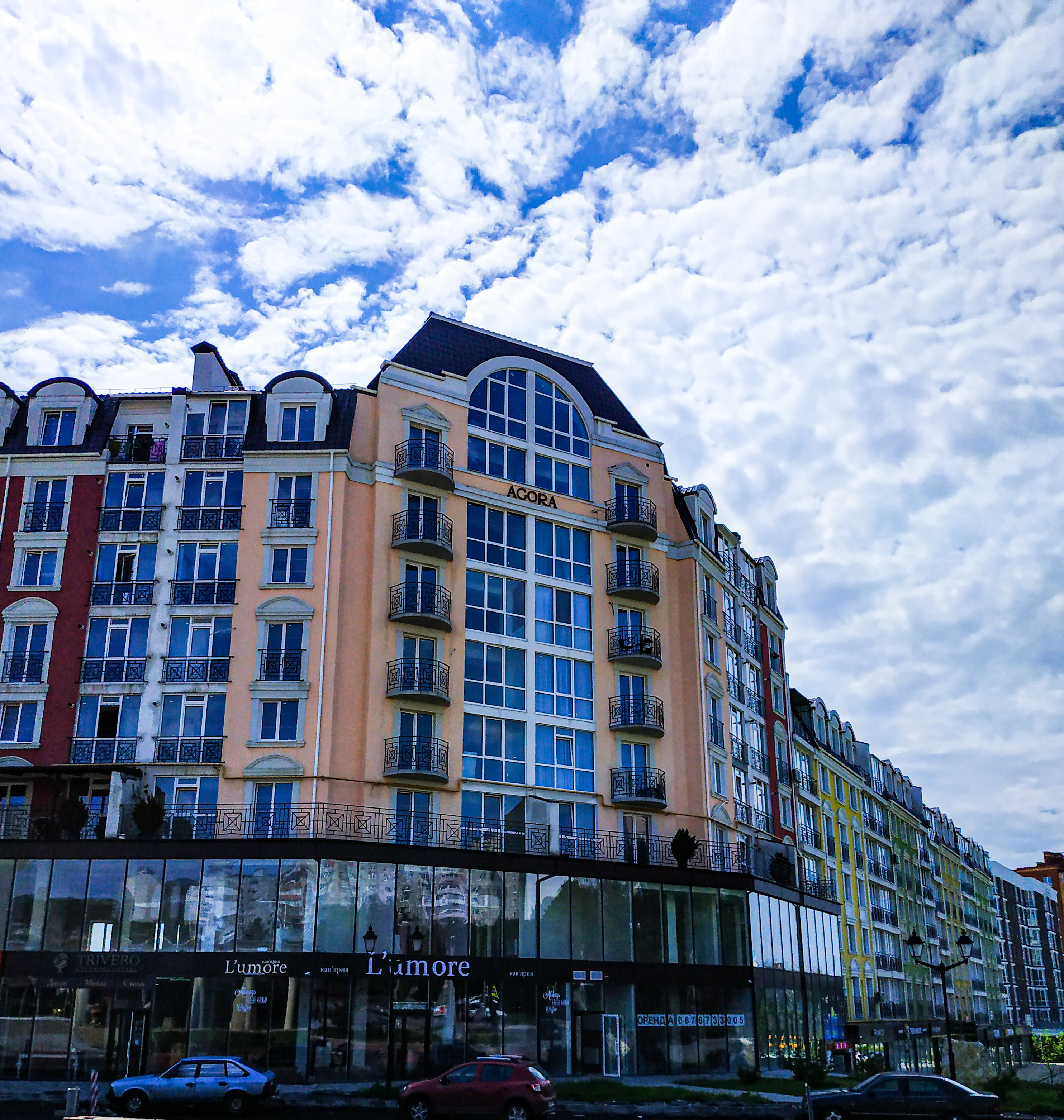
Житловий будинок навпроти ТЦ Агора